# Солонец (Сучава)
Солонец (рум. Soloneț) насеље је у Румунији у округу Сучава у општини Тодирешти. Oпштина се налази на надморској висини од 346 m.

## Становништво
Према подацима из 2002. године у насељу је живело 1593 становника, од којих су сви румунске националности.